# Steekwagen

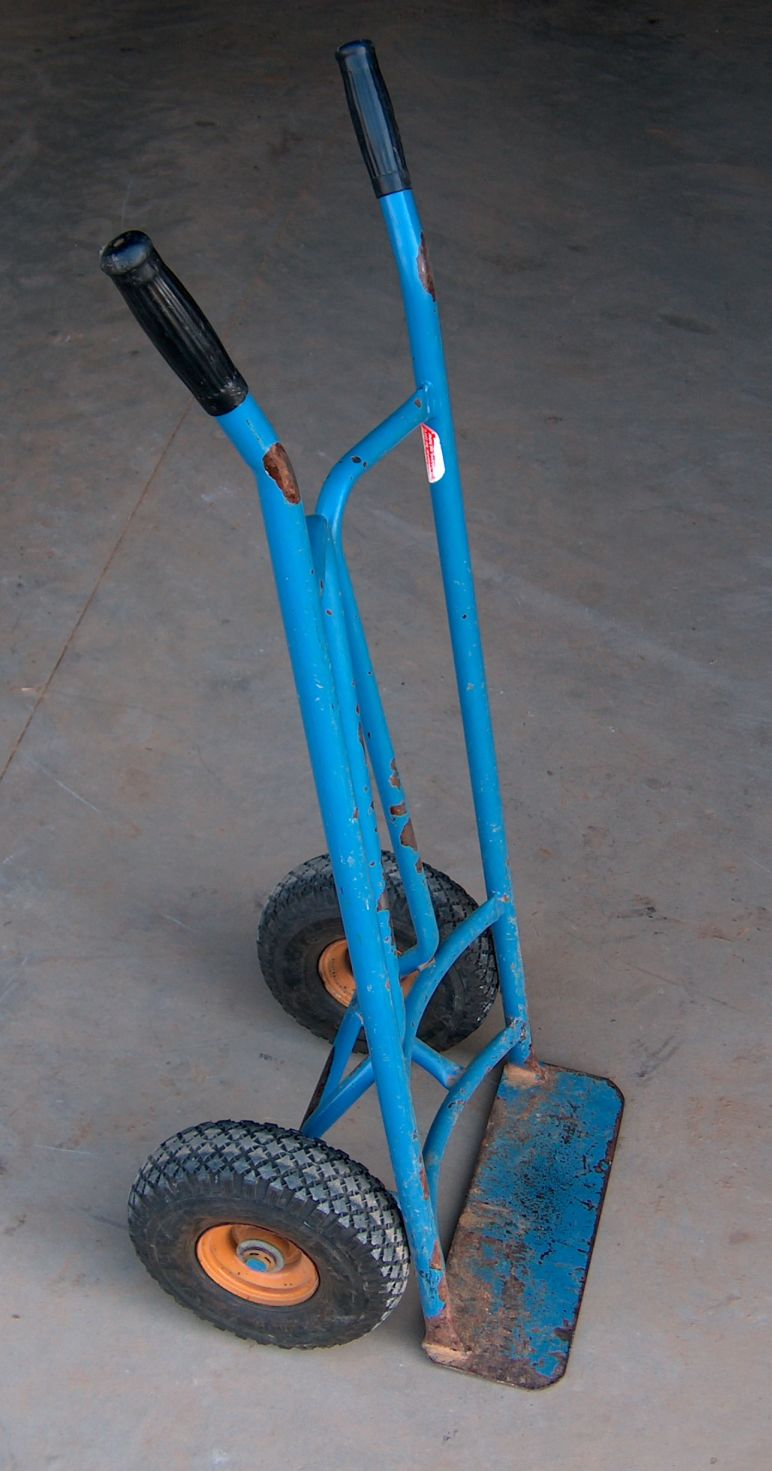
Steekwagen

Een steekwagen (in België ook wel duveltje of pierewiet genoemd) is een eenvoudige handkar waarmee objecten, met name dozen over een niet te grote afstand kunnen worden verplaatst.
De steekwagen bestaat uit een aantal stangen met aan de bovenzijde twee handvatten en aan de onderzijde aan de ene kant twee wielen en aan de andere kant een klein plateau. Dit plateau kan onder de te vervoeren dozen gestoken worden, vervolgens kan het geheel gekanteld worden, waarna de dozen tegen de stangen komen te rusten. Het geheel kan nu eenvoudig verreden worden. 
Steekwagens worden met name gebruikt in magazijnen en voor het lossen van beperkte hoeveelheden uit vrachtwagens.

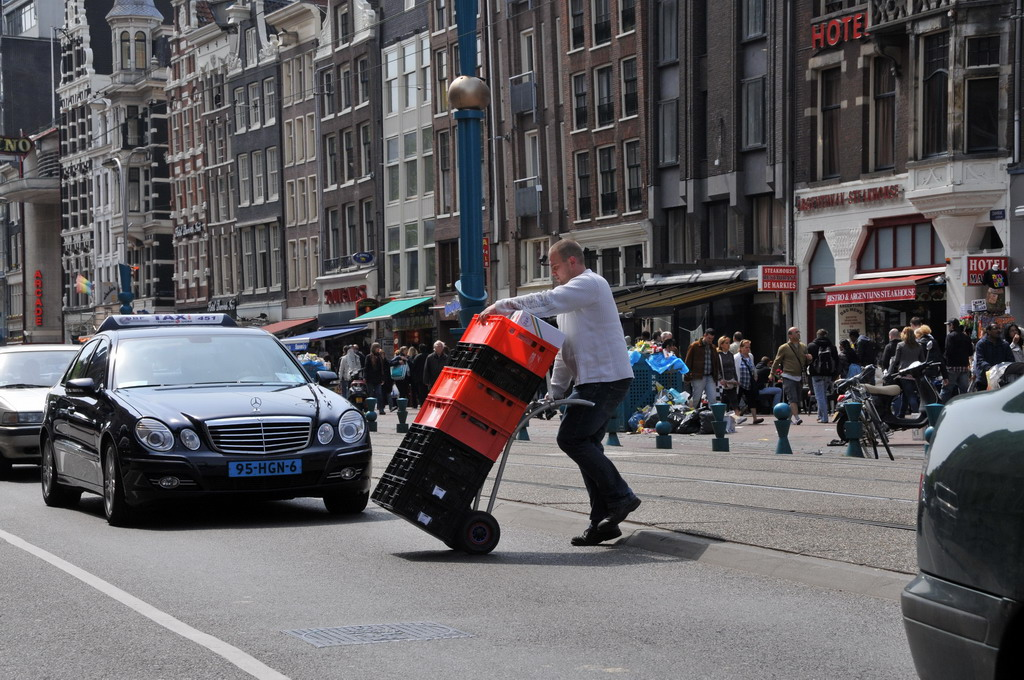
Steekwagen in gebruik